# 刘沈香
刘沈香是中国神话传说《宝莲灯》的主要人物，常見說法為三圣母与刘玺(字彦昌，又说名刘向)之子，西岳大帝与华山三夫人的外孙，舅舅是华山二郎（并非灌口二郎神）和华山三郎，师父为霹雳大仙。但元明杂剧《沉香太子劈华山》、《劈华山救母》故事亡佚，明嘉靖三十二年的南戏《刘锡沉香太子》後半內容失傳，福建南戏《沉香破洞》、閩西上杭傀儡戲本《寶帶記》師父為李鐵拐，《沉香太子全傳》師父為何仙姑，《沉香寶卷》師父為呂洞賓，99年宝莲灯动画设定改成孙悟空为沉香师父(然而孫悟空在此前創作中，多為幫助二郎神，與沉香對決的反派之一)。
故事改編眾多，細節各有異動且衝突，但大致劇本綱要為：三聖母與劉書生相戀，有一子沉香。二郎神知曉後，大怒镇压妹妹于山下。刘沈香长大后经仙人指点，拜霹雳大仙为师，霹雳大仙点化刘沉香，使其脱去凡胎，同时学得一身高强的本领，最終沈香战胜二郎神，劈山並救出了母亲。
而霹雳大仙，常出现在《二堂舍子》，又名《宝莲灯》、《打子放逃》中。在南游记也有霹雳大仙，也叫霹雳鬼大仙《南游记》卷三：哪吒大怒，又欲自己出马。又有一个名叫霹雳鬼大仙者，禀曰：「小将愿出马，若捉不得华光，决不回兵。」哪吒曰：「看你有何神通？」雳雳大仙曰，「小将能驱得五方蛮雷打人，他若与我战，我便打杀那贼。」
故事本身被戏剧《二堂舍子》流传，属于《宝莲灯》中一折。